# Carrocera
Carrocera és un municipi de la província de Lleó a la comunitat autònoma de Castella i Lleó. Forma part de la comarca de la Montaña Oriental. Comprèn les localitats de:
- Benllera
- Carrocera
- Cuevas de Viñayo
- Piedrasecha
- Otero de las Dueñas
- Viñayo
- Santiago de las Villas

## Demografia
| 1991 | 1996 | 2001 | 2004 |
| ---- | ---- | ---- | ---- |
| 669  | 647  | 608  | 574  |